# Ughul Bejg
Ughul Bejg – wieś w Iranie, w ostanie Azerbejdżan Zachodni, w szahrestanie Takab. W 2006 roku liczyła 1236 mieszkańców.